# Костюк Іван Степановач
Костюк Іван Степанович (8 жовтня 1963 року, с. Костюки, Хорольського району Полтавської області, Україна) — майстер спорту міжнародного класу з мотоболу.

## Біографія
Костюк Іван Степанович народився 8 жовтня 1963 року в селі Костюки Хорольського району Полтавської області. У 1981 році закінчив Трубайцівську середню школу і в цьому ж році, восени був призваний до лав Радянської Армії. Службу проходив в республіці Білорусь у ракетних військах. Після закінчення служби, у 1983 році правління колгоспу «Ленінський шлях» направило Івана Степановича на навчання до ДОСААФ міста Хорол. Після закінчення навчання став працювати шофером в автопарку колгоспу «Ленінський шлях».

## Спортивна кар'єра
У 1985 році Іван Степанович стає гравцем молодіжної команди «Промінь» — тренер Гончаренко В.І . В цьому році команда «Промінь» стає срібним призером чемпіонату України.
1987 рік - срібний призер чемпіонату України (команда «Промінь»). В цьому ж році стає гравцем команди «Нива» — тренер Кіріяченко Анатолій. Грає у вищій лізі Союзу.
1991 рік - чемпіон України (команда «Нива»). В цьому році стає капітаном команди «Нива».
1992 рік - бронзовий призер чемпіонату України (команда «Нива»)
1993 рік - срібний призер чемпіонату України (команда «Нива»)
23 травня 1993 року у Франції проходив чемпіонат з мотоболу. Троє гравців вишняківської  «Ниви» Іван Костюк, Олексій Сосницький та механік Григорій Тютюнник стали гравцями збірної України.
1994 рік - срібний призер чемпіонату України (команда «Нива»)
1995 рік - Чемпіонат Європи було проведено в м. Кременчуці, селах Вишняки Хорольського району та Руденківка Новосанжарського району.
1997 рік — бронзовий призер чемпіонату України (команда «Нива»)
1998 рік — срібний призер чемпіонату України (команда «Нива»)
1999 рік –  Костюк Іван і Бойко Володимир стають гравцями полтавської команди «Вимпел» — тренер Бридун Іван.
1999 рік — бронзовий призер чемпіонату України (команда «Вимпел»)
2001—2003 роки — Іван Костюк стає гравцем команди «Космос» м. Шахтарськ Донецької області — тренер Закутаєв Ігор.
У 2001 році збірна України на чемпіонаті Європи в Нідерландах виборола бронзові медалі. На цьому чемпіонаті Європи Іван Костюк забив 14 м'ячів і 100-й гол збірної України. Разом з командою «Космос» він стає чемпіоном Євроліги 2001 року і майстром спорту міжнародного класу.
2001 рік - чемпіон України (команда «Космос»)
2002 рік - у м. Шахтарськ Донецької області проходить чемпіонат Європи. Збірна України виборола срібні медалі, Іван Костюк стає срібним призером чемпіонату Європи.
2002 рік - чемпіон України (команда «Космос»)
2003 рік – чемпіон України (команда «Космос») та срібний призер Кубка України.
2004—2014 роки — гравець мотобольної команди «Антрацит» м. Кіровське Донецької області — тренер Москаленко Володимир.
2005 рік — срібний призер чемпіонату України (команда «Антрацит»)
2006 рік - чемпіон України (команда «Антрацит»)
2007 рік - чемпіон України та володар Кубку України (команда «Антрацит»)
Чемпіонат Європи з мотоболу 2007 та 2009,  років було проведено у с. Вишняки Хорольського району. Збірна України зайняла п'яте місце.
2010 рік - чемпіон України (команда «Антрацит»)
2012 рік - чемпіон України (команда «Антрацит»)
2013 рік - володар Кубка України (команда «Антрацит»)
2014 рік - володар Кубка України (команда «Антрацит»)
2015—2016 роки  — Іван Костюк стає гравцем команди «Колос» с. Стовбина долина Новосанжарського району
2015 рік — володар Кубка України (команда «Колос»)
2015 рік — бронзовий призер чемпіонату України (команда «Колос»)
2017 рік - срібний призер чемпіонату України (команда «Колос»)
2017—2018 роки - стає гравцем команди «Восход» м. Вознесенськ Миколаївської області — тренер Піпія Нестор.
2017 рік - володар Кубка України (команда «Восход»)
2018 рік - володар Кубку України (команда «Восход»)
2018 рік - бронзовий призер чемпіонату України (команда «Восход»)

## Нагороди
Вперше в історії мотобольного спорту, вихованець мотоболу Полтавщини і Хорольщини увійшов до чільної десятки бомбардирів Європи, забивши у складі збірної України 75 м'ячів на європейських чемпіонатах. Іван Костюк нагороджений Почесними грамотами та дипломами Полтавської обласної ради, дипломами Федерації мотоциклетного спорту України, неодноразово відзначався кращим гравцем у розіграшу Кубку України та проведенні чемпіонату України, нагороджений нагрудними знаками, медалями, кубками та цінними подарунками.
За свою мотобольну кар'єру Іван Костюк забив понад 1000 м'ячів у ворота суперників.